# تلمبه گروه کشاورزی ابوالفضل
تلمبه گروه کشاورزی ابوالفضل یک منطقهٔ مسکونی در ایران است که در دهستان گلزار واقع شده‌است. تلمبه گروه کشاورزی ابوالفضل ۲۳ نفر جمعیت دارد.